# 旅顺港

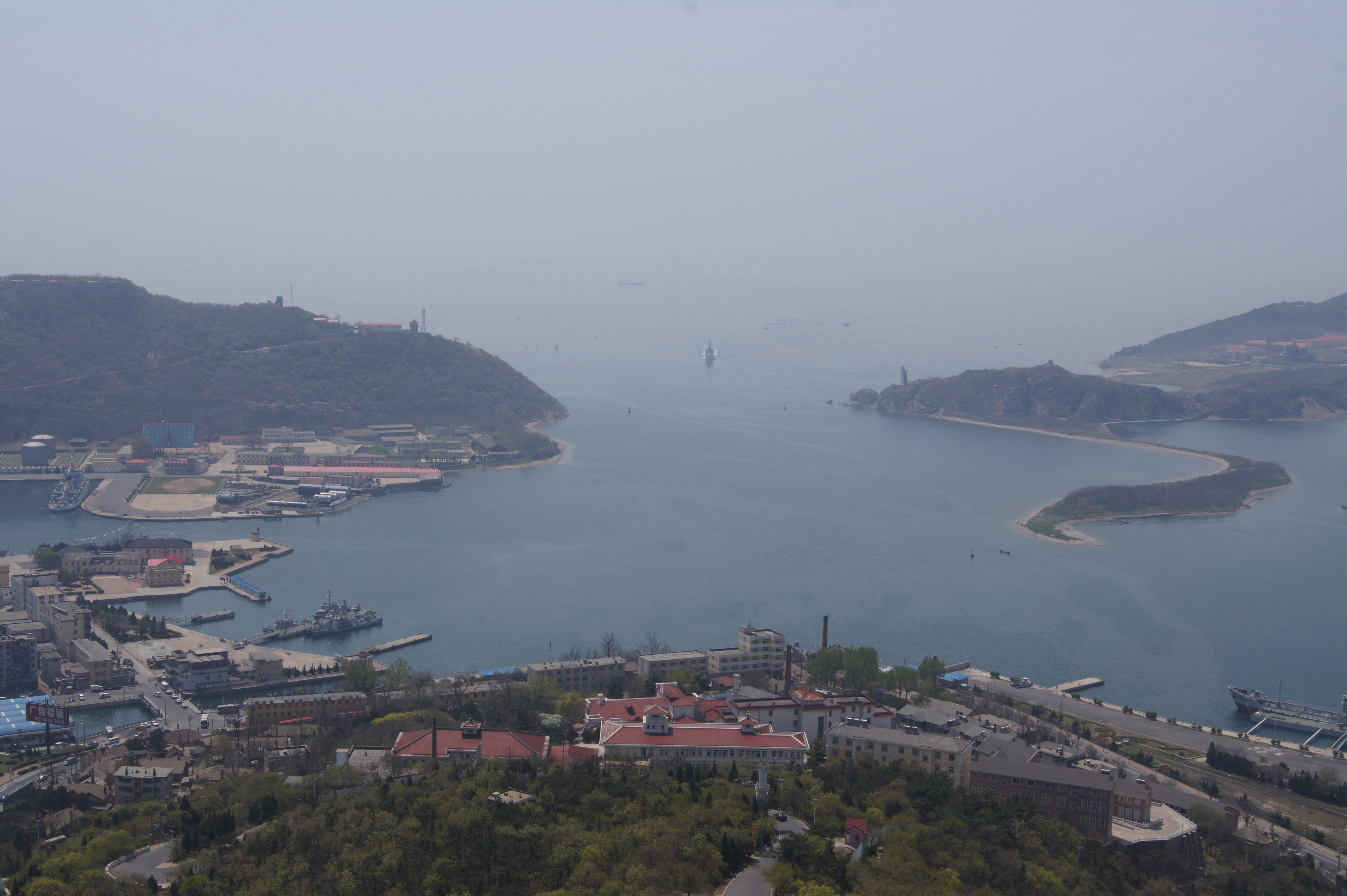
俯览旅顺港

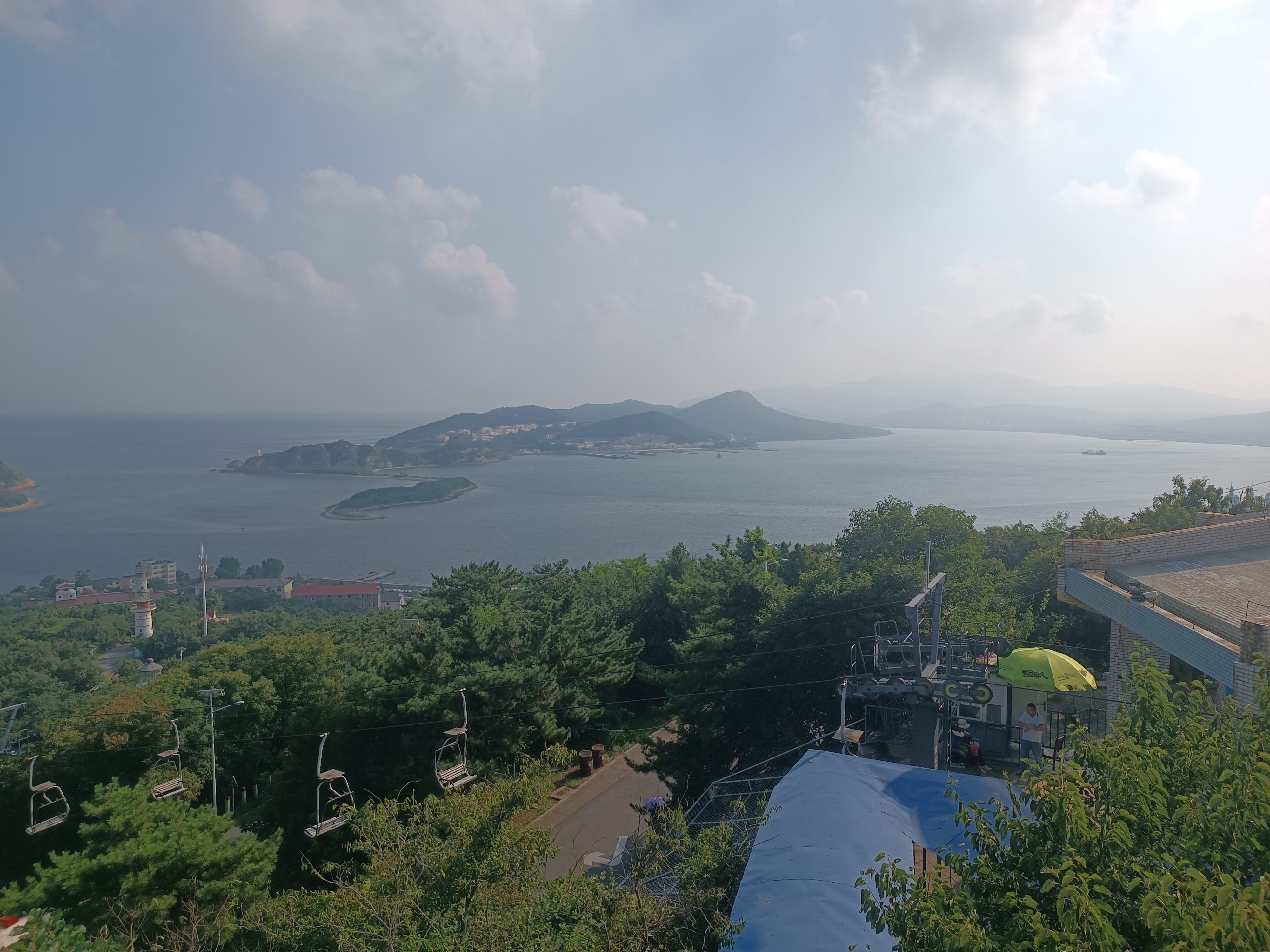
从白玉山顶俯瞰旅顺港西侧水域

旅顺港（[] 错误：{{Langx}}：拉丁字母轉寫（帮助）），亦称旅顺军港，是辽宁省大连市旅顺口区的一座不冻港，位于白玉山南。是晚清时，为北洋水师所兴建的港口。亦是近代以来，中国北方最重要的军港之一。现由中国人民解放军海军北海舰队使用，属海军旅顺基地。

## 晚清
1880年代，清政府在旅顺口为北洋水师修建此处军港。负责修建工程的袁保龄认为，此处港口为“北洋第一险碍”。与其他北洋港口相比，旅顺港是建设军港的首选。1880年，清政府批准修建旅顺港坞，1890年9月，工程竣工。当时修建的船坞留存至今，2013年时以“旅顺船坞旧址”之名列为第七批全国重点文物保护单位。

## 日俄（苏）占时期
- 旅顺要港部（日语：旅順要港部）

## 图片
- 1906年绘制的旅顺港地图
- 1904年的旅顺港
- 1904年的旅顺港
- 2010年NASA拍摄的卫星图，旅顺港位于中心位置。